# Etlingera cevuga
Etlingera cevuga là một loài thực vật có hoa trong họ Gừng. Loài này được (Seem.) R.M.Sm. mô tả khoa học đầu tiên năm 1986.